# Herzeberg
Der Herzeberg ist eine markante Erhebung in der nördlichen Flur von Möhra im Wartburgkreis und gehört zum Nordrand des Moorgrundes.
Der zum Teil noch landwirtschaftlich genutzte Berg grenzt im Osten an ein Naturschutzgebiet, der auf der Kuppe stehende Lietebaum ist ein Naturdenkmal und ein Wahrzeichen von Bad Salzungen.

## Einzelnachweise

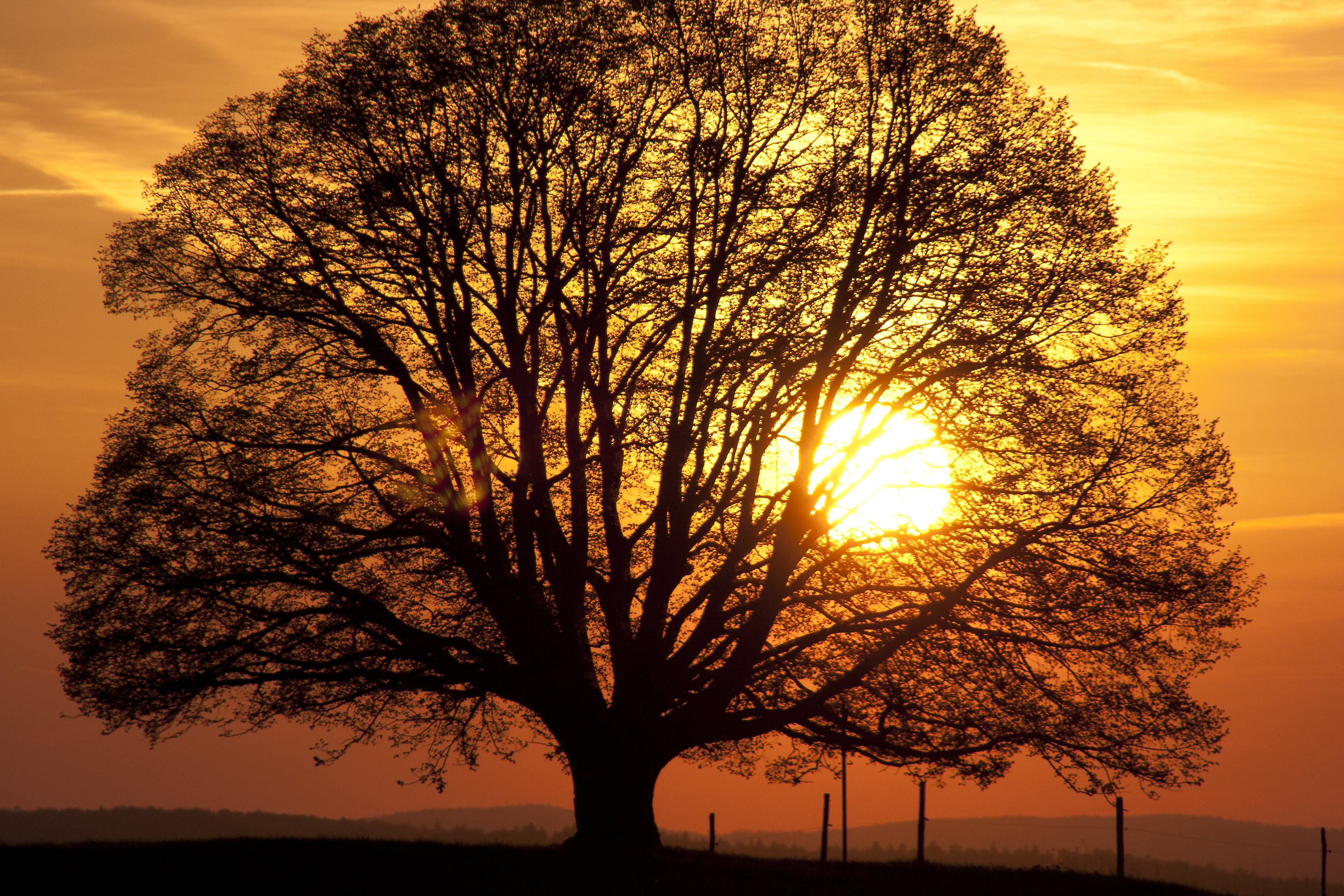
Der Lietebaum im Gegenlicht